# Burgos-Rundfahrt 2012
Die 34. Burgos-Rundfahrt (Vuelta a Burgos) fand vom 1. bis zum 5. August 2012 in der spanischen Provinz Burgos statt. Das Rad-Etappenrennen war Teil der UCI Europe Tour 2012, in der es in die höchste Kategorie 2.HC eingestuft war, und wurde in fünf Etappen über insgesamt 775 Kilometer ausgetragen. Nachdem er die ersten beiden Abschnitte für sich entschieden hatte, konnte der Spanier Daniel Moreno das graue Trikot des Gesamtführenden bis zum Ende verteidigen und verwies die beiden Kolumbianer Sergio Henao und Esteban Chaves, den Gewinner der letzten Etappe, auf die Plätze.

## Teilnehmer
Am Start standen insgesamt 18 Profiteams, davon acht ProTeams. Außerdem erhielten acht Professional Continental Teams sowie die beiden spanischen Continental Teams Orbea Continental und das einheimische Burgos BH-Castilla y León eine Startberechtigung.
| UCI ProTeams Movistar Sky ProCycling Katusha Team                                    | Euskaltel-Euskadi Rabobank Cycling Team FDJ-Big Mat | Orica GreenEdge Liquigas-Cannondale               |
| UCI Professional Continental Teams Androni Giocattoli-Venezuela Andalucía Caja Rural | Saur-Sojasun Acqua & Sapone Team Argos-Shimano      | Colombia-Coldeportes Topsport Vlaanderen-Mercator |
| UCI Continental Teams Orbea Continental Burgos BH-Castilla y León                    |                                                     |                                                   |

## Strecke und Rennverlauf
Die von der Provinzialregierung der Provinz Burgos organisierte Rundfahrt begann in der nördlich von Burgos gelegenen Stadt Miranda de Ebro, von wo aus die erste und zugleich kürzeste Etappe des Rennens die Fahrer über 135 Kilometer nach Nordwesten in das Karstgebiet Ojo Guareña führte. Die Ausreißergruppe des Tages bestand aus ungefähr zwanzig Fahrern, die sich aber nie um mehr als um zwei Minuten vom Hauptfeld distanzieren konnten und gemeinsam die erste Bergwertung am Alto de Bocos (3. Kategorie) 53 Kilometer vor dem Ziel erreichten. Der Spanier Aitor Galdós vom Team Caja Rural konnte sich alle drei Zwischensprints sichern und legte damit den Grundstein für seinen späteren Sieg in der Sprintwertung. 23 Kilometer vor dem Ziel wurde erstmals der 1400 Meter lange Schlussanstieg der dritten Kategorie erreicht, doch sechs Kilometer später wurde die Spitzengruppe wieder eingeholt. Auch der Brite Ian Stannard (Sky ProCycling), der sich danach als Solist absetzte, musste 1000 Meter vor dem Ziel die Segel streichen. Im Bergsprint setzte sich schließlich Daniel Moreno (Katusha Team) vor den zeitgleichen Sergio Henao, Matti Breschel, Allan Davis und Nacer Bouhanni durch.
Moreno, Teamkollege des ebenfalls am Start stehenden Vorjahressiegers Joaquim Rodríguez, wiederholte seinen Erfolg auf der zweiten Etappe, die über 141 Kilometer rund um die Provinzhauptstadt Burgos verlief und auf dem dreimal zu befahrenden Burgberg (3. Kategorie) endete. Kurz nach dem neutralisierten Start wurde das Fahrerfeld noch einmal angehalten, um eine Ehrung zum 100. Geburtstag des lokalen Radsportvereins vorzunehmen. Danach konnten sich Romain Sicard (Euskaltel-Euskadi) und David Belda (Burgos BH-Castilla y León) absetzen und sich einen Vorsprung von maximal zweieinhalb Minuten auf das Peloton erarbeiten. Nachdem drei weitere Fahrer zur Spitze hatten aufschließen können, wurde die Ausreißergruppe vierzehn Kilometer vor dem Ziel wieder gestellt. Am Schlussanstieg war dann erneut Moreno nicht zu schlagen und siegte mit zwei Sekunden Vorsprung auf Henao und sieben auf Simon Clarke (Orica GreenEdge), wodurch er seine Führung in der Gesamt- und Punktewertung ausbauen konnte.
Die dritte Etappe von Santo Domingo de Silos nach Lerma wies zwar erneut drei Bergwertungen der 3. Kategorie auf, darunter den zweimal zu bewältigenden Alto del Majadal, endete aber auf flachem Terrain, sodass mit einem Massensprint zu rechnen war. Zuvor setzten sich aber José Vicente Toribio (Andalucía), Alessandro Donati (Acqua e Sapone) sowie David López (Movistar Team) vom Feld ab. Das Trio wurde zwar noch vor dem Ziel vom Peloton wieder eingefangen, Toribio sammelte aber genügend Punkte für die Bergwertung, um das rote Trikot von Daniel Moreno zu übernehmen. Im Sprint siegte nach Vorarbeit seiner Rabobank-Mannschaftskollegen der Däne Matti Breschel. Für diesen war es der erste Erfolg seit dem Jahr 2010 und der erste im Rabobank-Jersey.
Der vierte Tagesabschnitt ging nach 170 flachen Kilometern ohne Bergwertung in der alten Römerstadt Clunia zu Ende. Zum Ziel hin musste ein nicht kategorisierter Anstieg bewältigt werden, den der Deutsche Paul Martens aus der zwölfköpfigen Spitzengruppe heraus am schnellsten bezwang, um seinem Rabobank-Team den zweiten Tageserfolg in Folge zu bescheren. Zwei Sekunden dahinter fuhr Daniel Moreno ein, der seine Gesamtführung damit ausbauen konnte, zumal der bisherige Gesamtzweite Sergio Henao 32 Sekunden einbüßte und damit auf Rang zehn zurückfiel. Die Ausreißergruppe des Tages – unter anderem mit Mikel Astarloza (Euskaltel-Euskadi) und Juan Antonio Flecha (Sky ProCycling) – war zuvor nicht durchgekommen.
Auf der letzten und entscheidenden Etappe der Burgos-Rundfahrt 2012 musste das Feld zweimal den Alto del Cargadero (2. Kategorie) sowie den Alto del Collado (ebenfalls 2. Kat.) überwinden. Hinzu kamen noch eine Bergwertung der 3. Kategorie, der Pazil de Rozavientos (1. Kategorie) und der Schlussanstieg zu den Lagunas de Neila (Spezialkategorie), auf dem die Fahrer auf 9,7 Kilometern Steigungsgrade bis zu 17 % überwinden mussten. Christian Meier (Orica GreenEdge), Jérémie Galland (Saur-Sojasun), Jarlinson Pantano (Colombia-Coldeportes), Ian Stannard (Sky ProCycling) sowie Sergio Pardilla (Movistar Team) bildeten die Ausreißergruppe des Tages. Pardilla konnte zwei der sieben Bergwertungen für sich entscheiden und eroberte damit knapp mit zwei Punkten Vorsprung auf Pantano noch das rote Trikot des Führenden in der Bergwertung. Am Schlussanstieg wurde die Gruppe dann nach und nach wieder gestellt, während die beiden Kolumbianer Sergio Henao und Esteban Chaves (Colombia-Coldeportes) eine Attacke starteten, die vom vormaligen Ausreißer und Teamkollegen von Chaves, Pantano, unterstützt wurde. Henao lag in der Gesamtwertung nur 32 Sekunden hinter dem Gesamtführenden Daniel Moreno, der auf sich allein gestellt versuchte, den Rückstand zu begrenzen. Dies gelang dem Spanier schließlich, und obwohl Henao zeitweise bis auf zwei Sekunden an das Führungstrikot herangekommen war, verteidigte Moreno am Ende einen Vorsprung von zehn Sekunden und kam als Tagesvierter 22 Sekunden hinter Henao ins Ziel. Den Tagesabschnitt sicherte sich Chaves vor Henao und Igor Antón (Euskaltel-Euskadi, + 11 s).

## Etappen
| Etappe | Tag       | Start – Ziel                                           | Typ         | km  | Etappensieger  | Gesamtwertung |
| ------ | --------- | ------------------------------------------------------ | ----------- | --- | -------------- | ------------- |
| 1.     | 1. August | Miranda de Ebro > Karstgebiet Ojo Guareña              | Hügeletappe | 135 | Daniel Moreno  | Daniel Moreno |
| 2.     | 2. August | Burgos > Burgos                                        | Hügeletappe | 141 | Daniel Moreno  | Daniel Moreno |
| 3.     | 3. August | Santo Domingo de Silos – Lerma                         | Flachetappe | 159 | Matti Breschel | Daniel Moreno |
| 4.     | 4. August | Doña Santos – Römerstadt Clunia                        | Hügeletappe | 170 | Paul Martens   | Daniel Moreno |
| 5.     | 5. August | Comarca Pinares (Casa de la Madera – Lagunas de Neila) | Bergetappe  | 170 | Esteban Chaves | Daniel Moreno |

### Wertungstrikots im Rennverlauf
| Etappe | Gesamt        | Berg                 | Sprint       | Punkte        | Team                  |
| ------ | ------------- | -------------------- | ------------ | ------------- | --------------------- |
| 1.     | Daniel Moreno | Maciej Paterski      | Aitor Galdós | Daniel Moreno | Acqua e Sapone        |
| 2.     | Daniel Moreno | Daniel Moreno        | Aitor Galdós | Daniel Moreno | Katusha Team          |
| 3.     | Daniel Moreno | José Vicente Toribio | Aitor Galdós | Daniel Moreno | Katusha Team          |
| 4.     | Daniel Moreno | José Vicente Toribio | Aitor Galdós | Daniel Moreno | Rabobank Cycling Team |
| 5.     | Daniel Moreno | Sergio Pardilla      | Aitor Galdós | Daniel Moreno | Movistar Team         |